# Johann Rudolf Ringier
Johann Rudolf Ringier (* 22. Januar 1797 in Lenzburg; † 9. November 1879 ebenda; heimatberechtigt in Zofingen und Lenzburg) war ein liberaler Schweizer Politiker und Richter. Zweimal vertrat er den Kanton Aargau im Nationalrat, von 1852 bis 1854 und von 1856 bis 1866.

## Biografie
Johann Rudolf Ringier war Sohn des gleichnamigen Indienne-Fabrikanten. Er erhielt seine Schulbildung zuerst in Lenzburg und absolvierte dann in Aarau die Kantonsschule. Anschliessend studierte er Recht an den Universitäten Göttingen und Berlin. Nach mehrjähriger Tätigkeit als Rechtsanwalt war er von 1829 bis 1831 Friedensrichter in Lenzburg, danach bis 1841 Richter am Bezirksgericht (ab 1832 als dessen Vizepräsident). Schliesslich gehörte er von 1841 bis 1844 dem Aargauer Obergericht an. Im Militär hatte er den Rang eines Majors.
Ringiers politische Karriere begann 1831 mit der Wahl in den Aargauer Grossen Rat, dem er bis 1840 und erneut von 1856 bis 1868 angehörte. Sowohl 1830/1831 als auch 1849/1851 wirkte er als Verfassungsrat an der Ausarbeitung neuer Kantonsverfassungen mit. Von 1847 bis 1867 war er Mitglied des Lenzburger Stadtrates. Im Nationalrat war er von 1852 bis 1854 und von 1856 bis 1866, wobei er wie im Grossen Rat der liberalen Fraktion angehörte. Wegen Taubheit war er 1867 gezwungen, von allen Ämtern zurückzutreten.
Sein Cousin Gottlieb Ringier war Ständerat und Bundeskanzler. Eine Tochter von Ringier war die Schriftstellerin Fanny Oschwald (1840–1918).